# Combat de Tumusla
Le combat (ou bataille) de Tumusla est le dernier affrontement avec des forces régulières pendant l'indépendance de la Bolivie et l'une des dernières rencontres de la Guerre d'indépendance hispano-américaine. Cette bataille a été livrée le 1er avril 1825, près du village de Tumusla (Potosí), sur le territoire actuel de l'État plurinational de Bolivie. Des controverses subsistent sur le développement de cet événement, pourtant le consensus est qu'il a opposé Pedro Antonio Olañeta à son ancien subalterne Carlos Medinaceli (es), passé aux patriotas sous le commandement du mariscal Antonio José de Sucre.
Le résultat est une victoire décisive des patriotas et la capitulation d'Olañeta, qui, blessé, est mort le lendemain. À la suite du combat, le territoire de la Real Audiencia de Charcas est libéré définitivement de la domination espagnole.

## Articles annexes
- Liste des guerres impliquant la Bolivie